# Cyphonocephalus smaragdulus
Cyphonocephalus smaragdulus är en skalbaggsart som beskrevs av John Obadiah Westwood 1842. Cyphonocephalus smaragdulus ingår i släktet Cyphonocephalus och familjen Cetoniidae. Inga underarter finns listade i Catalogue of Life.